# Комодо (національний парк)
Національний парк Комодо — національний парк, розташований в прикордонному районі між провінціями Східні і Західні Малі Зондські острови в Індонезії.
Парк включає три великі острови — Комодо, Падар і Рінко — і 26 дрібніших островів, а також води проток, що омивають їх, — Сапе, Лінтах і Сумба із загальною площею 1733 км² (603 км² суші). Національний парк був заснований в 1980 році для захисту дракона Комодо (Varanus komodoensis), видатної ящірки у світі, яка може досягати 3 і більше метрів в довжину і мати масу понад 70 кг. Уперше ящірка була виявлена Ван Стейном (J.K.H. Van Steyn) в 1911 році. Пізніше парк було також присвячено захисту інших наземних видів, а також морському життю. У 1991 році національний парк був оголошений об'єктом Світової спадщини ЮНЕСКО, а потім біосферним заповідником (Biosphere Reserve).
Національний парк Комодо було обрано як одне з 7 Нових Чудес природи.
Острови національного парку мають вулканічне походження. Місцевість, як правило, характеризується закругленими пагорбами з висотою до 735 м. Клімат є одним з найпосушливіших в Індонезії з річною кількістю опадів в 800—1000 мм. Середньодобова температура в сухий сезон (з травня по жовтень) становить близько 40°С.
Населення парку становить близько 1200 чоловік.
Жаркий і сухий клімат парку — відмінне місце існування для ендемічних Комодських варанів, яких налічується на самому остові Комодо — 1700, на о. Рінча — 1300, Гілі Мотанг і Гілі Дашамі по 100 кожен і Флорес — близько 2000, тоді як вони вже вимерли на острові Падар.

## Галерея

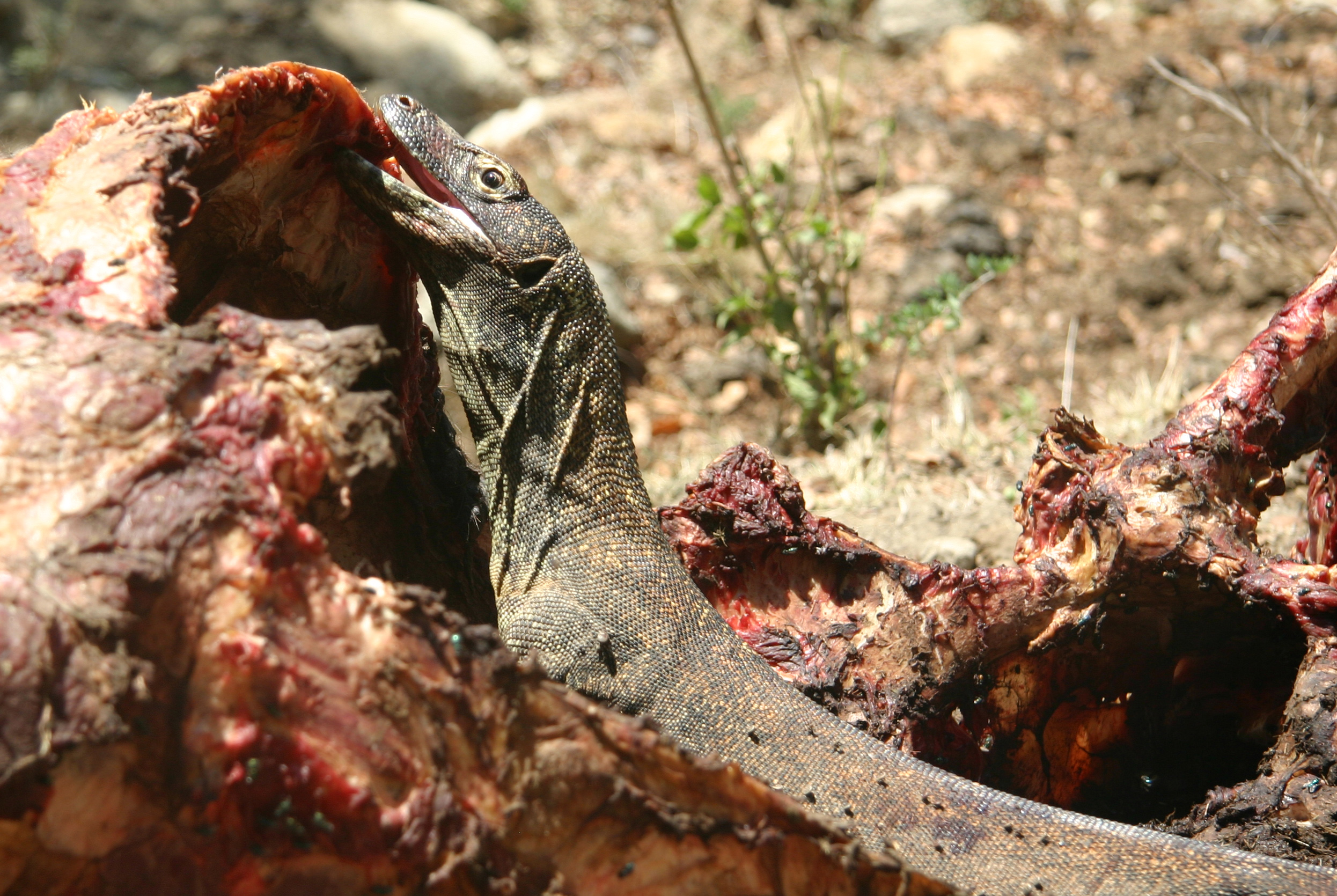
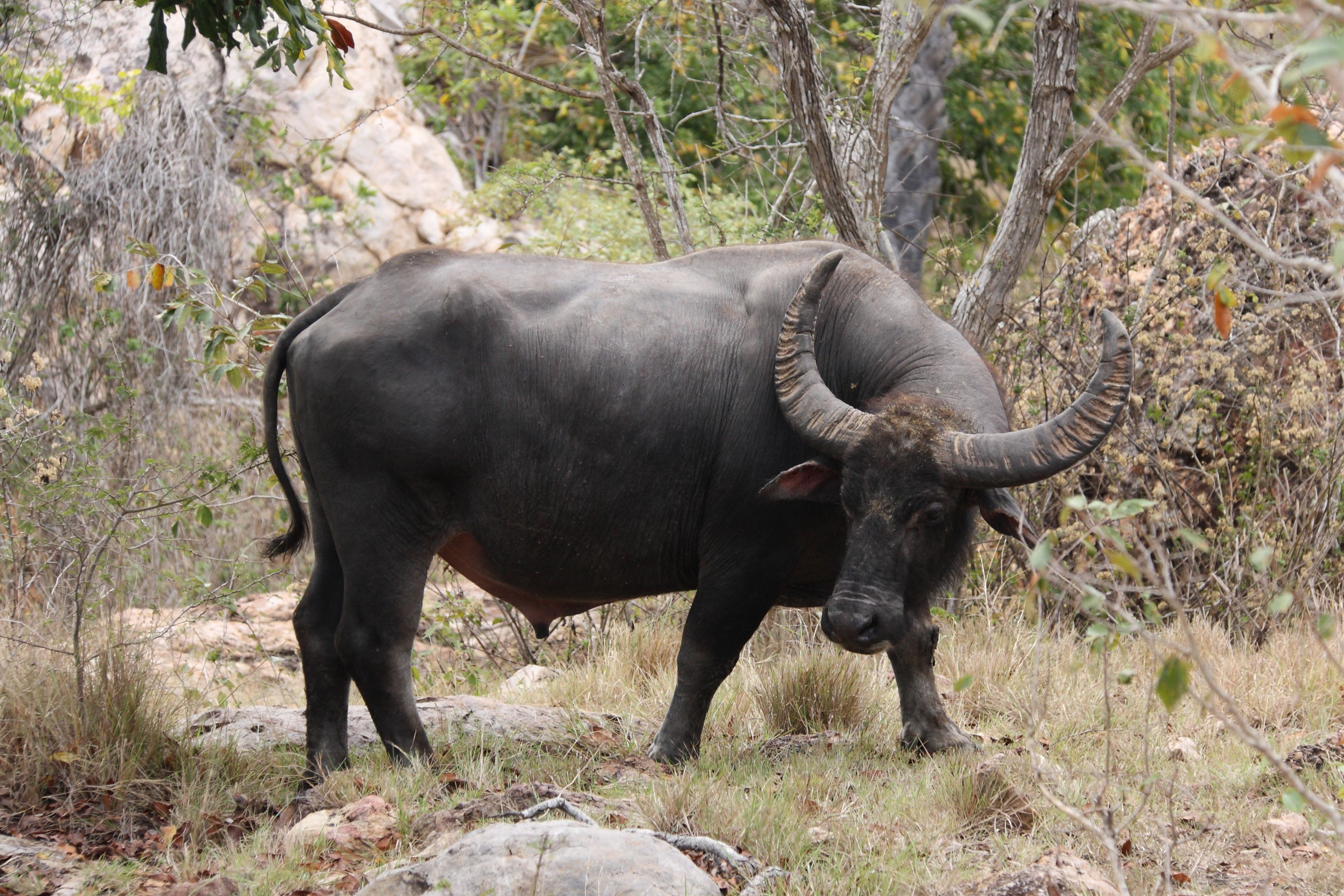
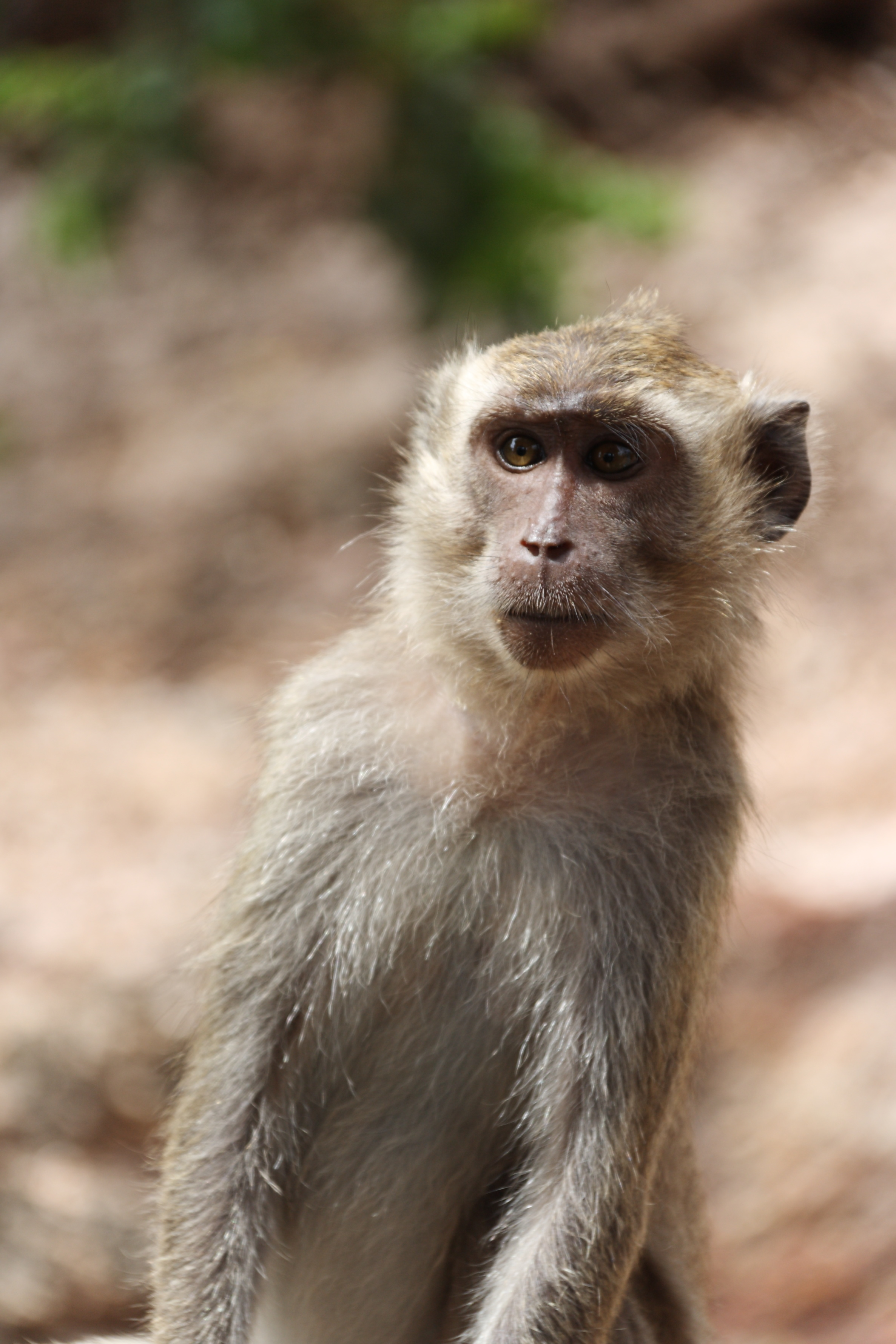
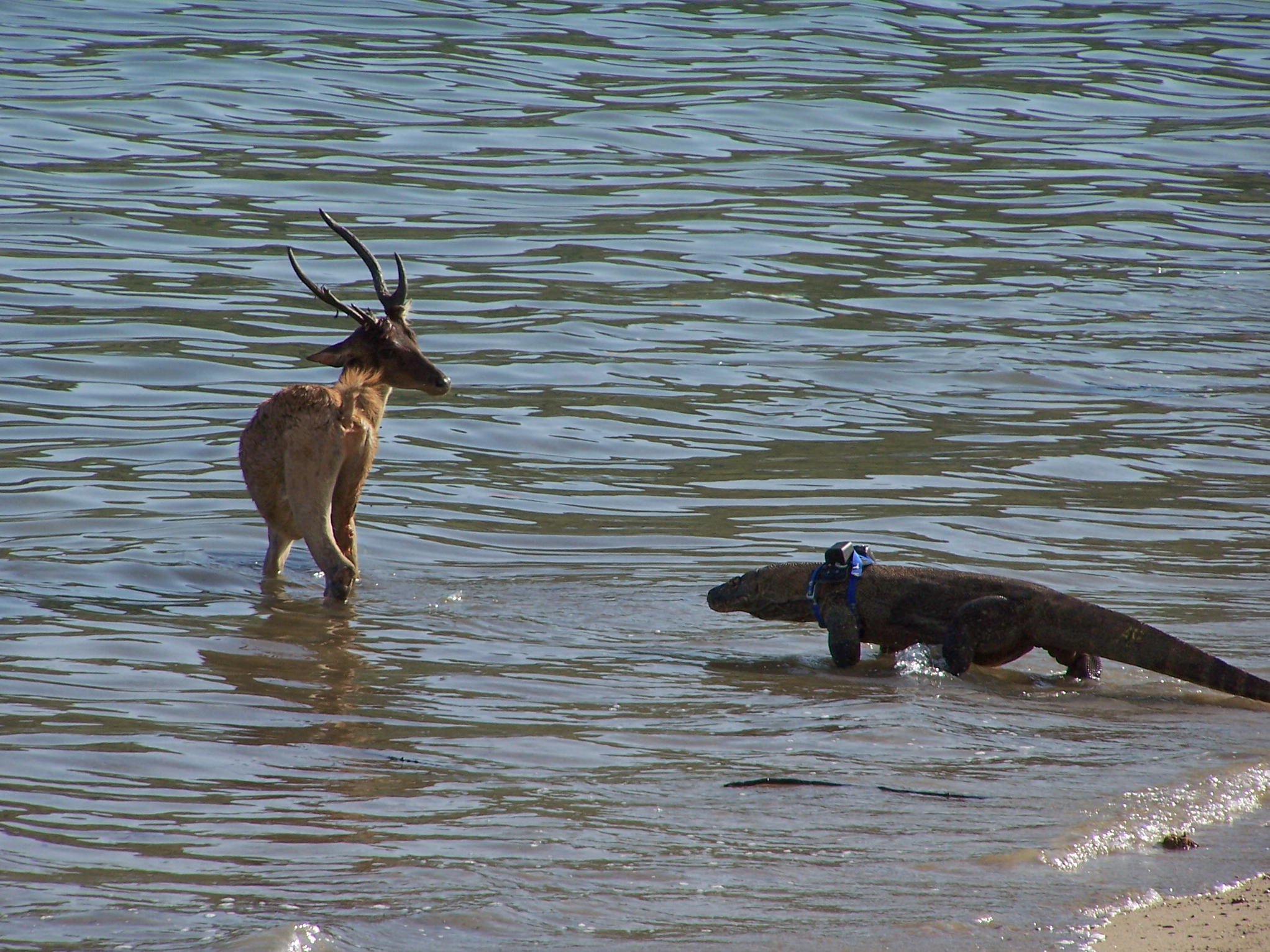
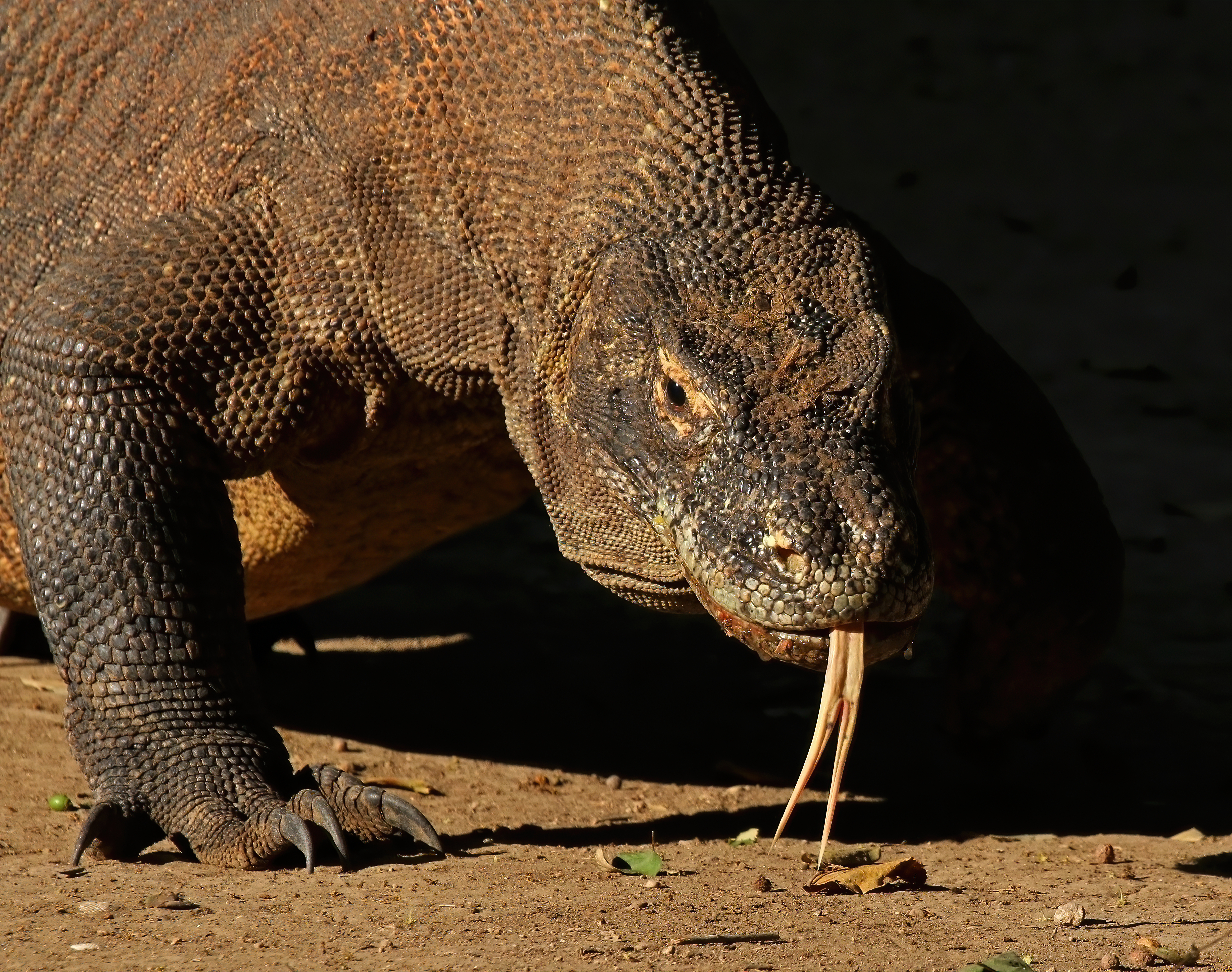
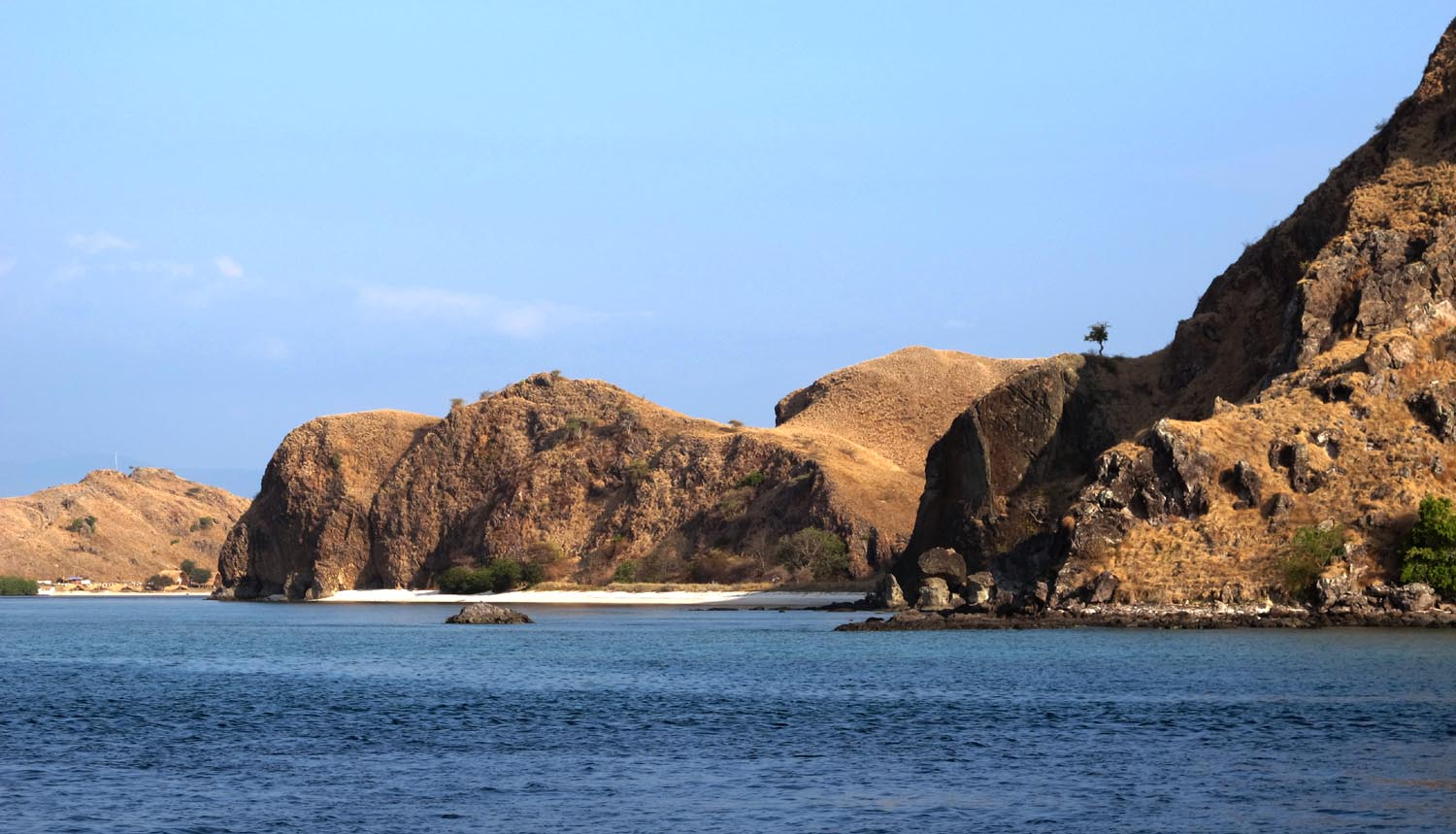
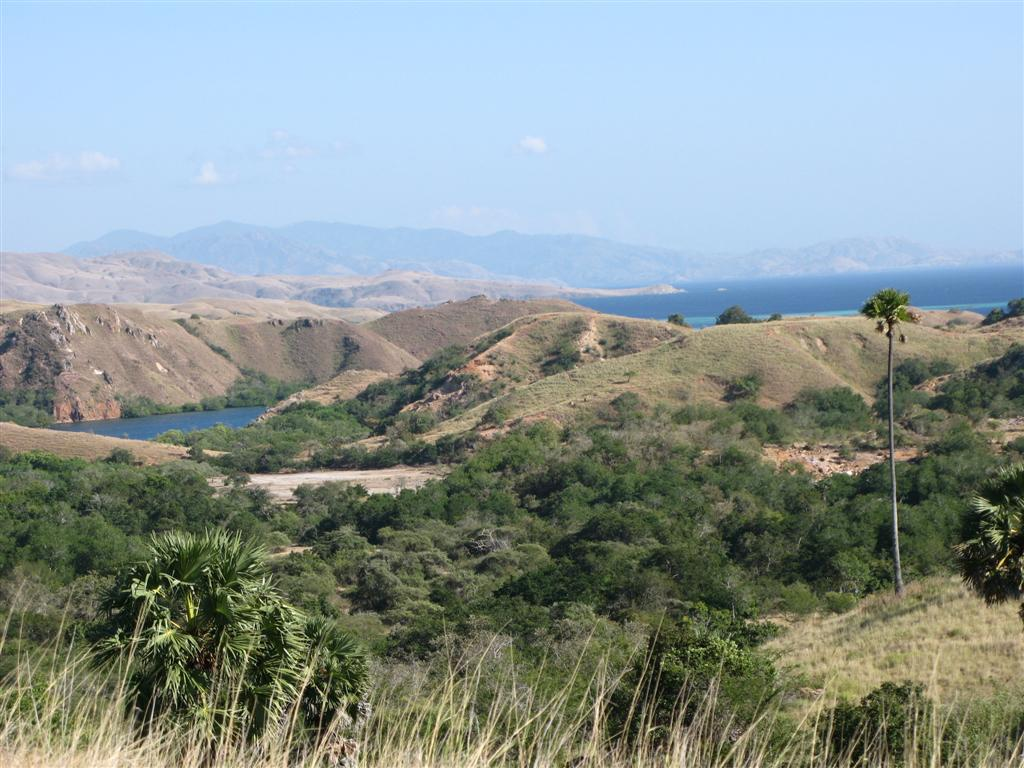